# لكبابرة لكبابرة (أولاد الصغير)
لكبابرة لكبابرة هو دُوَّار يقع بجماعة أولاد الصغير، إقليم سطات، جهة الدار البيضاء سطات في المملكة المغربية. ينتمي الدوّار لمشيخة أولاد الصغير التي تضم 29 دوار. يقدر عدد سكانه بـ 432 نسمة حسب الإحصاء الرسمي للسكان والسكنى لسنة 2004.

## روابط خارجية
- البوابة الوطنية للجماعات الترابية نسخة محفوظة 12 مارس 2018 على موقع واي باك مشين.
- المندوبية السامية للتخطيط